# 海尔泽勒
海尔泽勒（荷蘭語：Herzele，荷蘭語發音：[ˈɦɛrzeːlə]）是比利时弗拉芒大區东佛兰德省阿爾斯特區的一个市镇，位于登德尔地区，通行荷蘭語，是弗拉芒社群的一部分，面积47.40平方千米，人口17,723人（2018年1月1日）。